# Dolichopeza dingaan
Dolichopeza dingaan är en tvåvingeart som beskrevs av Alexander 1960. Dolichopeza dingaan ingår i släktet Dolichopeza och familjen storharkrankar. Inga underarter finns listade i Catalogue of Life.